# Anders Engberg (Metal-Musiker)

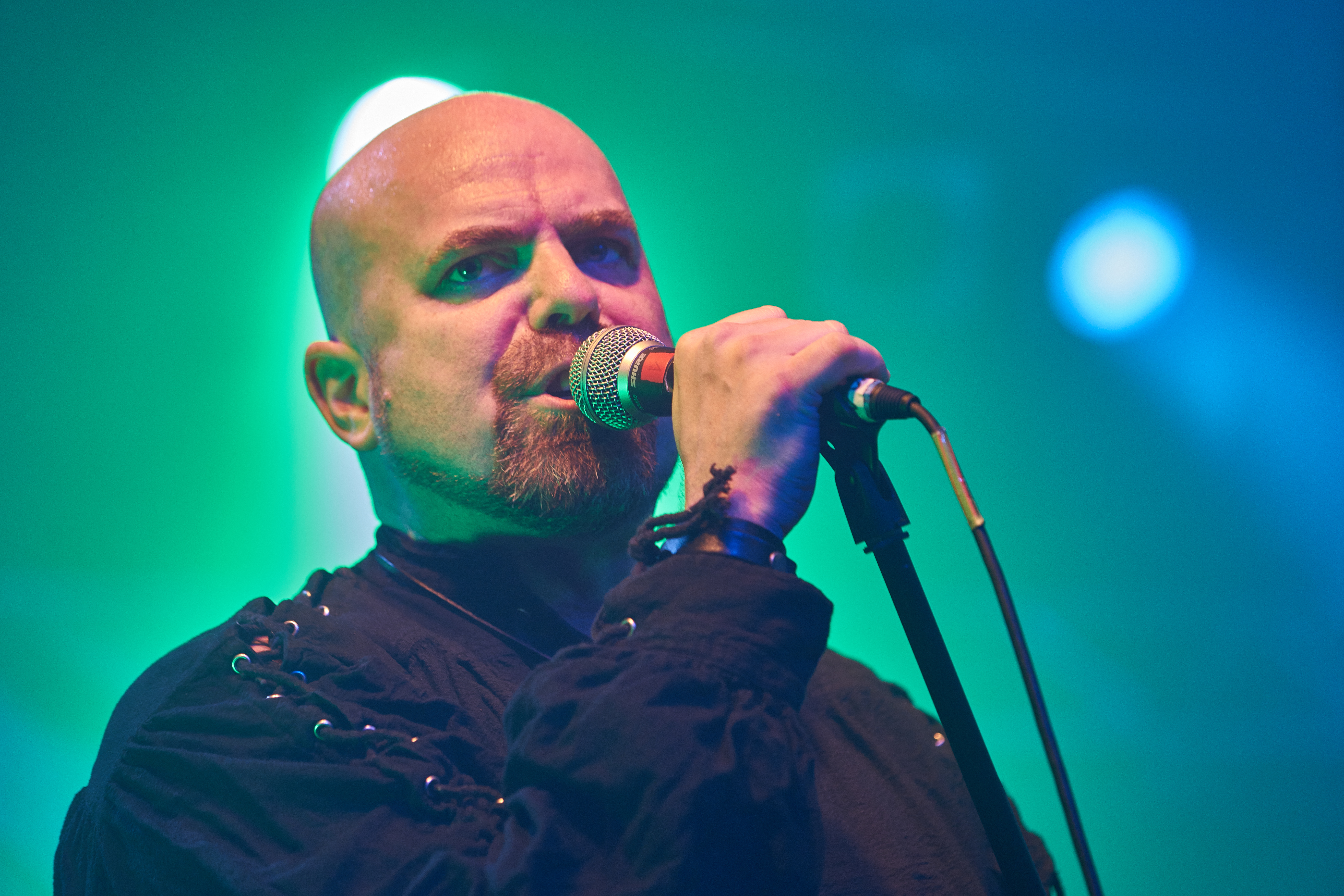
Anders Engberg mit Sorcerer 2015

Anders Engberg (* 2. Dezember 1968 in Nässjö), eigentlich Sven Anders Uno Engberg, auch Andy Engberg, ist ein schwedischer Metal-Sänger.

## Werdegang
Engberg hörte zunächst „Top-20-Musik“ und kam zum Heavy Metal, nachdem er im schwedischen Fernsehen eine Sendung über das große Metal-Festival in der Dortmunder Westfalenhalle, die deutsche Ausgabe des Monsters of Rock, gesehen hatte. Daraufhin kaufte er sich sein erstes Metalalbum, Restless and Wild von Accept. Engberg sang in einer Schulband, begann selbst Songs zu schreiben und wurde sodann insbesondere durch seine Mitgliedschaft in der Band Sorcerer seit 1989 bekannt, die sich 1992 auflösten, aber 2010 wiedergründeten und seitdem mehrere Studioalben veröffentlichten. Zwischenzeitlich sang er in verschiedenen anderen Bands, die jeweils mehrere Studioalben veröffentlichten, darunter 220 Volt, Speaking to Stones und Twilight.
Engberg trat auch vielfach als Songwriter in Erscheinung. Er schreibt etwa bei Sorcerer die meisten Texte, wohingegen die musikalischen Ideen zumeist von Johnny Hagel ausgehen. Oft arbeitet er dabei auch mit dem Co-Produzenten der Band, Conny Welén, zusammen.